# Seat Toledo
Seat Toledo est le nom de quatre générations d'automobiles - du segment intermédiaire-supérieur (familiale) - du constructeur automobile espagnol Seat produit sur des plateformes de sa maison-mère Volkswagen.

## Seat Toledo I (1991-1999)
La Seat Toledo est une automobile du segment des familiales produite entre 1991 et 1998.

## Seat Toledo II (1998-2004)
La Seat Toledo II est une automobile du segment des familiales tricorps, produite entre 1998 et 2004.

## Seat Toledo III (2004-2009)
Le Seat Toledo III est une automobile du segment des familiales, produite entre 2005 et 2009.

## Seat Toledo IV (2012-2019)
La quatrième génération est sortie en 2012. Elle est développée sur la plate-forme de la Škoda Rapid. La Toledo, comme sa sœur, la Skoda Rapid, disposent d'un hayon et non d'une malle.

La Toledo a été retirée de la gamme de vente au Royaume-Uni en raison de faibles ventes en novembre 2018. En février 2019, la production de la Toledo a pris fin, bien que les ventes sur certains marchés se soient poursuivies jusqu'en 2020.